# Die Tote von Zimmer 2805
Als Die Tote von Zimmer 2805 (* um 1971, † 3. Juni 1995 in Oslo) wird eine im norwegischen Hotel Oslo Plaza aufgefundene Leiche einer jungen Frau bezeichnet, deren Identität bis heute unbekannt ist.

## Sachverhalt
Am Samstag, dem 3. Juni 1995, wurde in der 28. Etage die bis heute unidentifizierte, 159 cm große und 67 kg schwere Leiche einer um 1971 geborenen Frau gefunden, welche am Mittwoch, dem 31. Mai, unter der nicht existierenden Identität einer angeblich im belgischen Verlaine in der Provinz Lüttich lebenden Jennifer Fairgate eingecheckt hatte. Angestellte hatten sie Englisch mit Akzent sowie Deutsch sprechen gehört. Bei der telefonischen Reservierung war der Name „Jennifer Fergate“ eingetragen worden, wobei auch für einen Louis Fergate reserviert worden war. Nach einer Reinigung des Raumes hing von Freitag bis Samstag das „Do not Disturb“-Schild an der Tür, wobei aufgrund der Daten der Schließanlage davon auszugehen ist, dass „Jennifer“ vermutlich zwischen Donnerstagmorgen und Freitagmorgen abwesend war und ansonsten den Raum kaum verließ. Die Schließanlage registrierte, wenn die Tür von außen, aber nicht, wenn sie von innen geöffnet wurde.
Nachdem ein Wachmann, der aufgrund der noch nicht bezahlten Rechnung auf dem Weg zum Zimmer war, aus diesem er um 19:50 Uhr einen Schuss gehört hatte, wurde die Polizei verständigt. Dabei war die Tür zeitweise unbeobachtet. Ein Schuss aus einer FN Browning HP mit professionell weggeätzter Seriennummer hatte ein Kopfkissen getroffen, ein anderer den tödlichen Kopfschuss in die Stirn zugefügt. Hierbei wurden Blutspritzer auf dem Bett, der Wand und auch der Zimmerdecke verteilt, nicht jedoch auf der Toten selbst. Auch fanden sich an ihrer unversehrten rechten Hand keine Schmauchspuren, obwohl die Pistole dort gefunden wurde, an der sich keine Fingerabdrücke befanden und die bei einem Suizid mit dem Daumen betätigt worden sein musste. Ob Dritte beteiligt waren, blieb unklar. Es ist davon auszugehen, dass Teile ihres Gepäcks verschwanden. Auch waren die Etiketten aus der Kleidung entfernt worden. 
Die Unbekannte hatte sich bei der Anmeldung im Hotel ungewöhnlicherweise offenbar nicht ausweisen müssen, und Identitätsdokumente wurden bei der Toten nicht gefunden. Nachforschungen bei den belgischen Behörden ergaben, dass eine Person des Namens „Jennifer Fergate“ in Belgien nicht bekannt war. Auch die angegebene Wohnadresse in Verlaine existierte nicht, und es gab auch keine auf die Unbekannte zutreffenden Vermisstenmeldungen. Die Fingerabdrücke der Toten waren in der Interpol-Datenbank nicht erfasst.
Die Ermittlungen wurden 1996 nach der Beerdigung eingestellt.
Im November 2016 fand eine erneute Obduktion statt, bei der auch Proben der mitochondrialen DNA und der Zähne für die genauere Alters- und Herkunftsbestimmung entnommen wurden. Eine Identifizierung konnte jedoch bislang (11/2020) nicht erfolgen, obwohl sich erhebliche Hinweise auf eine Herkunft aus Deutschland ergaben.
Der Fall erfuhr auch nach 25 Jahren erhebliche internationale Rezeption, unter anderem in einer Netflix-Serie. Im Jahr 2019 beantragte die mit dem Fall betraute norwegische Staatsanwaltschaft eine Genehmigung für die Eingabe der DNA-Daten in eine Genealogie-Datenbank, um eventuelle entfernte Verwandte zu identifizieren. Mit Stand 2025 wurde diese Genehmigung bisher nicht erteilt.